# Inter Press Service
Inter Press Service (IPS) is een internationaal persbureau dat zich richt op berichtgeving uit Afrika, Azië en Latijns-Amerika. Het nieuwsagentschap heeft een netwerk van 350 journalisten in 150 landen.
De coördinatie van IPS wordt verzorgd vanuit Rome. Het beschikt over vier regionale kantoren en een bureau bij de Verenigde Naties:
- Johannesburg (Zuid-Afrika): regionaal bureau voor Afrika
- Montevideo (Uruguay): regionaal bureau voor Latijns-Amerika
- Berlijn (Duitsland): regionaal coördinatiebureau voor Europa
- Bangkok (Thailand): regionaal bureau voor Azië en de Stille Zuidzee
- New York (Verenigde Staten): bureau bij de Verenigde Naties

De Nederlandse en Vlaamse media worden bediend door IPS-Vlaanderen, met zetel in Brussel (België).